# Caprice (poupée)
Pour les articles homonymes, voir Caprice.
Caprice est une ancienne poupée mannequin française de 27 cm, fabriquée et vendue par la société du même nom de 1964 ou 1966 à 1970. Cette poupée articulée en vinyle souple a les traits peints, une taille fine, une petite poitrine et des cuisses assez larges,. 

## Garde-robe
Sa tenue de présentation est généralement un maillot de bain noir mais elle peut également être vendue en boîte avec un vêtement plus complet (sans accessoires). Son trousseau est vendu séparément et confectionné à la main par les couturières de la société Caprice dont l'activité principale est la production de vêtements pour poupées.
En 1967, la société Caprice propose à la chanteuse Sheila d'imaginer une garde-robe à sa poupée. Celle-ci sort sous le nom « La boutique de Sheila/Création Caprice ». Puis, c'est le couturier André Courrèges lui-même qui conçoit des vêtements à la mode pour la poupée.  